# Xanthostha
Xanthostha är ett släkte av fjärilar. Xanthostha ingår i familjen nattflyn.
Kladogram enligt Catalogue of Life:
| Xanthostha | \| \| Xanthostha flava \| \| \| \| \| \| Xanthostha xantharia \| \| \| \| |
|            | \| \| Xanthostha flava \| \| \| \| \| \| Xanthostha xantharia \| \| \| \| |
|            | Xanthostha flava                                                          |
|            |                                                                           |
|            | Xanthostha xantharia                                                      |
|            |                                                                           |